# クロード・ルブラン
クロード・ルブラン（フランス語: Claude Leblanc、1964年4月7日 - ）は、フランス出身のジャーナリスト、作家、大学講師。

## 経歴
フランス国立東洋言語文化学院に在学中、ジャーナリストでありパリの出版会社エディション・イリフネの創設者であるベルナール・ベローに、パリの日本語新聞 『OVNI』 への出稿を任せられる。
卒業後、『ル・モンド・ディプロマティーク（Le Monde diplomatique）』の日本特派員として、1990年から1993年まで横浜に滞在。帰国後、フランス誌『クーリエ・アンテルナショナル（Courrier International）』 に入社し、日本関連の記事を担当するかたわら、1995年から1996年に同誌初のウェブサイトを構築。2005年に編集長になる。2011年に同誌を離れ、『ジュヌ・アフリク（Jeune Afrique）』編集長に着任した後、2013年5月に創刊した仏全国紙『ロピニョン（l'Opinion）』のアジア報道部長に就任。
この間、2010年にフランスで日本情報誌『ズーム・ジャポン（Zoom Japon）』を創刊し、編集長を勤める。また、ジャーナリストとして『朝日新聞』やイタリア『Internazionale』 などにも寄稿している。
これらの活動に並行して、過去にはパリ第7大学で、現在はリール・カソリック大学で教鞭をとっている。

## 人物

### 鉄道への関心
鉄道好きとして知られるクロード・ルブランだが、その背景には「鉄道事情はその国の在り方を映し出す」という哲学がある。日本、中国、アゼルバイジャン、北朝鮮など、アジア諸国の社会情勢を鉄道を通じて伝える記事を多く執筆してきた。フランスでは鉄道事業者SNCFの遅延問題や経済問題に対して警鐘を鳴らす一方で、日本の鉄道の時間の正確さを高く評価している。また、日本の鉄道に見られる地方色の豊かさや駅弁文化に注目し、フランスで『Le Japon vu du train（車窓から見える日本）』というガイドブックを出版した。しかし近年では、地域鉄道の廃線増加に対する懸念も表明している。

### 映画と、山田洋次研究
週に2回映画館に通い、自宅には専用のシアタールームを備えるほどの映画愛好家である。映画を通じて各国の文化を深く知ることを重視し、国籍を問わず幅広い作品を鑑賞。かつては『朝日グローブ』に映画評論を寄稿していた。特に日本映画に造詣が深く、ラ・ロシェル日本映画フェスティバル（Le festival du film japonais）ではプログラム責任者を務めたほか、2010年にはパリでシネクラブを立ち上げ、上映作品に関する討論会を含む定期上映会を開催。2012年にはフランス・ヴィシー市にも活動を広げた。クラシックからインディーズ作品、プレミア公開作まで扱い、作品の主題に関連する専門家や黒沢清、是枝裕和などの映画監督を招待することもあった。
特に山田洋次監督への敬意は深く、1984年に日本で初めて観た『男はつらいよ　寅次郎真実一路』がきっかけで、山田作品を通じて日本社会への理解を深めた。山田洋次の作品をフランスに広めたいという思いから、さまざまな場で紹介を行った。フランス版『小さいおうち』（2015）や『幸福の黄色いハンカチ』（2022年）のDVDには専門家としてのインタビュー映像が収録されている。2022年から2023年にかけてパリ日本文化会館で開催された「『男はつらいよ』全 50 作品特集上映」に際しては、関連講演会や同会館制作の解説動画にも出演。期間中展示された寅さん展のコンテンツは彼の個人コレクションから提供されたものだった。
2020年に山田洋次監督との交流が実現し、直接取材を経て2021年、監督の映画人生を網羅的に解説した伝記『Le Japon vu par Yamada Yôji』をフランスで出版。後に同書は日本語訳され、2024年に『山田洋次が見てきた日本』として大月書店から刊行された。いずれの版も山田洋次ミュージアムで展示されている。

### マンガの歴史のスペシャリスト
日本漫画の歴史に詳しく、漫画雑誌の創刊号を収集するコレクターとしても知られる。その一部は、フランス国内で開催された『月刊漫画 ガロ』をテーマとする展覧会をとおして披露された。これらのコレクションの中でも、1964年から2000年までのバックナンバーを揃えた『ガロ』コレクションは特に注目を集め、2024年にはパリのポンピドゥーセンターで開催された大規模な漫画展に貸し出された。同年、漫画歴史の中の『ガロ』の重要性と影響力を説いた『La Révolution Garo（ガロの革命）』をフランスの出版社から刊行。同書はその年、中国語に翻訳され台湾でも出版された。
その後は、フランスで認知度が低い石ノ森章太郎の研究に挑み、2025年に『Ishinomori Shôtarô - Il était une fois le Roi du manga（石ノ森章太郎－むかし漫画の王様）』を出版した。

## 著作
- Le Japoscope (日本年鑑), Ilyfunet出版, 1992 - 2003年
- Ballon noir, 共著 ピエール・シュルロウ, L'Écailler du Sud出版, 2006年
- Le Japon vu du train , Ilyfunet出版, 2012年
- Le Japon vu du train, nouvelle édition（改訂版）,Ilyfunet出版, 2014年
- L’Engrenage, Kommiku出版, 2015年
- C’est pas ma faute, 共著 イレーヌ・アンショペ, Cerf出版, 2015年
- Le Japoscope 2017 - Le Japon à l'heure des grands défis, (日本年鑑 2017), Ilyfunet出版, 2017年
- Chine - Le grand paradoxe, 共著 ジャン＝ピエール・ラファラン, Michel Lafon出版, 2019年
- Le Japon vu par Yamada Yôji, Ilyfunet出版, 2021
- Ne sortons pas de l'Histoire, 共著 ジャン＝ピエール・ラファラン, Michek Lafon出版, 2023年
- La Révolution Garo 1945-2002, IMHO出版, 2023年
- 「山田洋次が見てきた日本」、大月書店、2024年、訳：大野博人、大野朗子
- Ishinomori Shôtarô - Il était une fois le Roi du manga, IMHO出版, 2025年

その他の出稿
- L’Année internationale 1990, Hachette出版, 1989年
- Le Japon contemporain, Fayard出版, 2007年
- Mangapolis, Le Lézard noir出版, 2015年
- Dictionnaire du cinéma japonais dans Le Coffret l’Age d’Or de cinéma japonais, Carlotta films, 2016年